# Joe Aribo
Joseph Oluwaseyi Temitope „Joe“ Ayodele-Aribo (* 21. Juli 1996 in Camberwell, London) ist ein nigerianischer Fußballspieler, der seit 2022 beim FC Southampton unter Vertrag steht. Er besitzt auch einen britischen Pass.

## Karriere

### Im Verein
Der im Londoner Stadtbezirk Camberwell geborene Aribo, begann seine Karriere bei Staines Town etwa 20 Kilometer seiner Geburtsstadt entfernt. Für den Verein absolvierte er in der Saison 2014/15 insgesamt 22 Spiele in der Isthmian League.
Aribo befand sich ab September 2015 im Probetraining beim englischen Drittligisten Charlton Athletic. Beim Verein aus dem gleichnamigen Stadtteil von London unterschrieb er ein halbes Jahr später seinen ersten Vertrag als Profi. Sein Debüt in der ersten Mannschaft gab er am 4. Oktober 2016 im Spiel der EFL Trophy gegen den FC Crawley das mit 0:2 verloren wurde. In der Saison 2018/19 war Aribo Stammspieler in der Mannschaft von Charlton. In 39 Ligaspielen traf er zehnmal und war damit nach den Stürmern Lyle Taylor und Karlan Grant drittbester Torschütze. In den Play-offs gelang der Aufstieg in die zweite englische Liga, nachdem die Doncaster Rovers und der AFC Sunderland bezwungen wurden.
Im Juni 2019 wechselte Aribo für eine Ablösesumme von 300.000 £ zu den Glasgow Rangers nach Schottland und unterschrieb einen Vierjahresvertrag. Sein Debüt für die Rangers gab er im Europapokal gegen den St Joseph’s FC aus Gibraltar. Im Rückspiel gelang ihm beim 6:0-Erfolg sein erstes Tor im Trikot der Rangers. In der Scottish Premiership 2020/21 gewann er mit seiner Mannschaft die schottische Meisterschaft. Erfolgreich agierte der Verein zudem in der UEFA Europa League 2021/22 mit dem Einzug in das Finale. Dieses verlor das Team mit dem in der Startelf stehenden Joe Aribo, trotz seines Führungstreffers im Elfmeterschießen gegen Eintracht Frankfurt.
Am 9. Juli 2022 wechselte der 25-Jährige zum englischen Erstligisten FC Southampton, wo er einen Vierjahresvertrag unterzeichnete. Am Ende seiner ersten Saison stieg er 2023 mit der Mannschaft in die zweite Liga ab.

### Nationalmannschaft
Im September 2019 debütierte Aribo für die nigerianische Nationalmannschaft bei einem Freundschaftsspiel gegen die Ukraine, bei dem ihm auch sein erstes Länderspieltor gelang. Bei seinem zweiten Länderspieleinsatz einen Monat später gegen Brasilien gelang ihm direkt ein zweites Tor. Mit der Mannschaft nahm er am Afrika-Cup 2022 teil und bestritt dort drei der vier Spiele, ehe Nigeria im Achtelfinale ausschied. Beim Afrika-Cup 2024 kam er in fünf Spielen zum Einsatz und zog mit der Mannschaft bis ins Finale ein, unterlag dort jedoch der gastgebenden Elfenbeinküste.

## Erfolge
- Schottischer Meister: 2021
- Schottischer Pokal: 2022
- UEFA-Europa-League-Finalist: 2022